# Frietvorkje

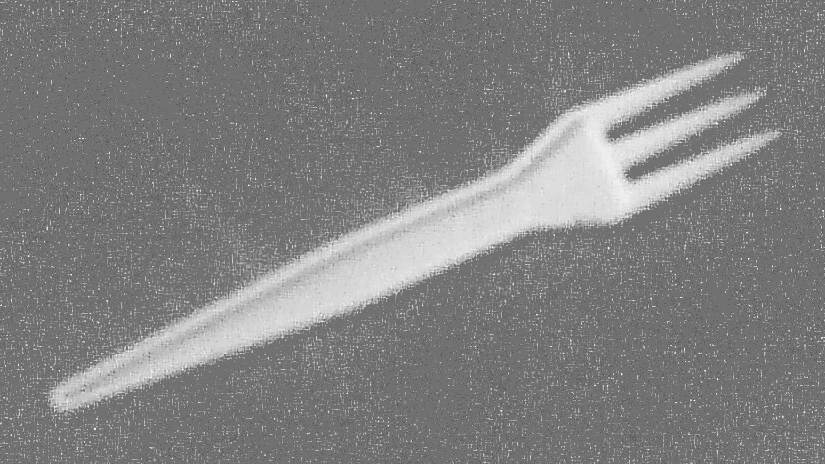
Een plastic frietvorkje

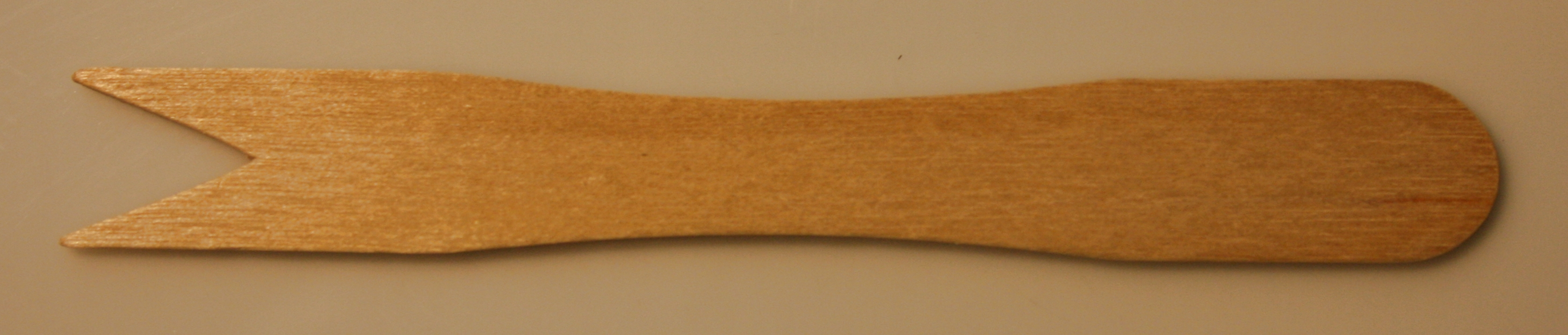
Een houten frietvorkje

Een frietvorkje, patatvorkje of snackvorkje is een vorkje waarmee friet en andere snacks gegeten kunnen worden. 
De vorkjes vallen in de categorie wegwerpbestek; ze worden doorgaans gemaakt van kunststof of hout. Er zijn verschillende varianten, zoals de tweetand (al dan niet met weerhaakjes) en de drietand; in die laatste categorie vallen de plastic modellen. Het standaard plastic model wordt ook wel het Neptunusmodel genoemd. De plastic modellen zijn er in meerdere kleuren; blauw, groen, roze, wit, geel en zwart en zijn 8,50 cm lang. Het inmiddels ter ziele gegane Frietkotmuseum in Antwerpen bezat in 1995 bijna veertig typen frietvorkjes.

## Geschiedenis
Het frietvorkje bestond in België al vóór de Tweede Wereldoorlog en is in ieder geval sinds ongeveer halverwege de twintigste eeuw in dat land gemeengoed.
De eerste frietvorkjes waren van hout. In de loop der tijd werden ze vervangen door plastic exemplaren. Uit milieu-overwegingen ging de voorkeur rond 2018 in België echter weer uit naar de houten versie. De houten frietvorkjes worden gemaakt van in elk geval licht berkenhout en hebben lengtes tot zeker veertien centimeter.
Sinds 3 juli 2021 is het verboden binnen de Europese Economische Ruimte plastic wegwerpbestek, en daarmee ook plastic frietvorkjes, in de handel te brengen.